# Myrtle Avenue (stacja metra)
Myrtle Avenue – stacja metra nowojorskiego, na trasie linii J, M i Z. Znajduje się na pograniczu dzielnic:Bedford-Stuyvesant i Bushwick w okręgu Brooklyn, w Nowym Jorku. Została otwarta 25 czerwca 1888.